# Norton Winfred Simon
Norton Winfred Simon (* 5. Februar 1907 in Portland, Oregon; † 1. Juni 1993 in Beverly Hills) war ein amerikanischer Industrieller und Kunstsammler.
Simon wurde als Sohn einer reichen Unternehmerfamilie geboren.
Mit viel Geschick und Kennerschaft baute er eine reiche Kunstsammlung auf. Um auf dem immer heißer umkämpften Kunstmarkt mithalten zu können, kaufte er 1964 die Kunsthandlung Duveen. Dadurch hatte er nicht nur Zugriff auf eine reichhaltige Kunstkollektion, sondern auch auf ein riesiges Archiv, welches ihm ermöglichte, gezielt nach interessanten Kunstwerken Ausschau zu halten. Gleichzeitig kam er so in engen Kontakt zu dem für Duveen als Kunstberater tätigen Bernard Berenson, der ihn nicht nur beriet, sondern auch als sein Kunstagent tätig wurde.
In den 1970er Jahren beschloss Simon, sich ein geeignetes Gebäude zu suchen, um seine Kunstsammlung als Museum der Öffentlichkeit zugänglich zu machen. Er erwarb das in Zahlungsschwierigkeiten geratene Art Institut für zeitgenössische Kunst in Pasadena und richtete dort das nach ihm benannte Norton Simon Museum ein.
Norton Simon war seit 1971 mit der Schauspielerin Jennifer Jones verheiratet.